# Halocnemum yurdakulolii
Halocnemum yurdakulolii är en amarantväxtart som beskrevs av Yaprak. Halocnemum yurdakulolii ingår i släktet Halocnemum och familjen amarantväxter. Inga underarter finns listade i Catalogue of Life.